# Napoli milionaria!
(Eduardo.)
Napoli milionaria! è una commedia del 1945 di Eduardo De Filippo, prima opera della raccolta Cantata dei giorni dispari.

## Storia
Il dramma fu scritto tra la metà di febbraio e la metà di marzo, provato in sei giorni  e debuttò il 25 marzo 1945 al Teatro di San Carlo a Napoli, diventando rapidamente una delle rappresentazioni teatrali di maggior successo nel dopoguerra italiano. 
Nel 1950 ne fu tratto un film, per la regia dello stesso Eduardo, che curò anche sceneggiatura e cast.
Come tutte le commedie di Eduardo, anche questa fu rappresentata in molti Paesi europei, ma la rappresentazione forse più importante fu quella di Londra nel 1972.
La commedia divenne inoltre un dramma lirico in tre atti, con libretto di Eduardo De Filippo e musiche di Nino Rota, che debuttò il 22 giugno 1977 al Festival dei Due Mondi di Spoleto.
Dalla commedia è rimasta celebre la frase entrata nell'uso comune «Ha dda passà 'a nuttata» (deve trascorrere la notte) nel senso di dover sopportare le difficoltà dell'esistenza con la speranza che si risolvano; e «'A guerra nunn'è fernuta» (la guerra non è finita).

## Trama

### Atto primo
Napoli, 1942. Nel periodo più buio della II Guerra Mondiale la famiglia Jovine abita un tipico basso, guadagnandosi da vivere con vari espedienti. Il dramma ha inizio al mattino presto, col risveglio dei due figli maggiori Maria Rosaria e Amedeo che lamentano lo squallore della propria vita; una terza figlia più piccola, Rituccia, non compare mai sulla scena. Arriva poi Gennaro, il capofamiglia, reduce da una notte insonne a causa dei rumori di un vicino bombardamento. In strada si sta svolgendo un furibondo litigio tra la moglie Amalia e una sua vicina di casa, accusata di concorrenza sleale: Amalia infatti traffica con la borsa nera e con la mescita casalinga del caffè a cui i napoletani non possono rinunciare neanche in tempo di guerra.
Mentre Gennaro si rade arrivano i clienti di Amalia, tra cui il ragioniere Spasiano: invidiosa della ricchezza di cui l'uomo disponeva prima della guerra, Amalia lo sta dissanguando delle poche proprietà che ancora gli rimangono proponendogli prezzi esagerati. Gennaro non è d'accordo con la moglie, ma capisce anche che senza quella compravendita illegale la famiglia patirebbe la fame.
La famiglia viene avvertita dell'imminente arrivo del brigadiere Ciappa, che ha avuto una soffiata dalla donna con cui Amalia litigava poco prima; Gennaro si rassegna dunque a fingersi morto, stendendosi immobile e rigido sul letto sotto al quale sono nascoste le cibarie di contrabbando. Familiari e vicini inscenano una veglia funebre con tanto di monache salmodianti in latino maccheronico (coi pantaloni nascosti sotto l'abito monastico); tra pianti strazianti, Amalia implora il brigadiere di rispettare il loro dolore. Il brigadiere, che ha capito il trucco, insiste perché quella farsa finisca, specie quando si verifica un nuovo bombardamento con conseguente fuga di tutti i presenti. Il brigadiere tuttavia ammira il coraggio del finto morto, che non muove un ciglio nemmeno nel fragore delle esplosioni, e gli promette che non lo arresterà. Il morto a quel punto risorge.

### Atto secondo
È passato un anno: a Napoli sono arrivati gli Alleati, ma di Gennaro si sono perse le tracce da molti mesi. Nel frattempo Amalia ha fatto fortuna prendendo parte ai commerci illegali di Settebellizze, un autista e proprietario di autocarro, e sfoggia con superbia la sua nuova ricchezza, umiliando ulteriormente il ragionier Spasiano, ormai quasi sul lastrico. Il basso è stato rinnovato e ristrutturato, e gli Jovine hanno cibo e vestiti migliori; tuttavia la famiglia si sta disgregando: Maria Rosaria, senza la sorveglianza della madre, è rimasta incinta di un soldato statunitense poi tornato al suo Paese; Amedeo ruba pneumatici delle auto insieme all'amico Peppe.
Settebellizze propone ad Amalia di organizzare la festa per il proprio compleanno presso la casa degli Jovine, allo scopo di unire i loro sentimenti d'amore agli affari; a malincuore Amalia rifiuta, convinta che Gennaro alla fine tornerà a casa. Mentre fervono i preparativi per la festa, Gennaro torna inaspettatamente a casa: catturato dai soldati tedeschi, l'uomo ha trascorso molti mesi tra indicibili sofferenze. Egli vorrebbe raccontare le sue peripezie, ma nessuno sta ad ascoltarlo perché farlo vorrebbe dire riportare alla memoria le sofferenze della guerra. Gennaro, amareggiato, lascia la festa per stare vicino a Rituccia: la bambina è in preda a una forte febbre, ma tutti sottovalutano la sua malattia come fanno per le conseguenze della guerra.

### Atto terzo
Mentre tutti festeggiano la fine della guerra, Ciappa si reca a parlare con Gennaro e gli dice di essere a conoscenza dell'attività criminale di Amedeo: in nome del rispetto che egli porta per l'ex "finto morto" ha spesso sorvolato, ma quella stessa sera ha intenzione di sorprenderlo in flagrante e arrestarlo. Gennaro lo invita a fare il suo dovere, dicendosi convinto che ora si stia combattendo un'altra guerra: quella della povera gente che ha perso tutti i valori e l'onestà della vita precedente. 
Rituccia, intanto, si aggrava: il dottore giunto a visitarla dice che la bambina morirà se non le verrà somministrata della penicillina. Tutti si mettono alla ricerca del medicinale, ma invano: Amalia, disperata, sospetta che alcuni la tengano nascosta per farne alzare il prezzo, come lei ha fatto per le sigarette. Quando tutto sembra perduto arriva Spasiano: l'uomo ha dovuto somministrare la penicillina ai suoi figli e gliene è rimasta una dose; la darà ad Amalia senza pretendere niente in cambio, sottolineando però che Amalia non era stata altrettanto generosa con lui.
Il medico pratica l'iniezione a Rituccia e dice che, se supererà la notte, la bambina sarà in salvo. Amedeo, rinsavito, non si reca a rubare e promette di tornare a lavorare onestamente, mentre Maria Rosaria resterà in famiglia con il suo bambino. Anche Amalia ha capito di avere sbagliato a farsi prender dalla brama del denaro, e riflette sui propri errori confortata dal marito: «Mo avimm'aspetta', Ama'... S'ha da aspetta'. Comme ha ditto 'o dottore? Ha da passà 'a nuttata.»